# Anomala itoi
Anomala itoi är en skalbaggsart som beskrevs av Miyake 1994. Anomala itoi ingår i släktet Anomala och familjen Rutelidae. Inga underarter finns listade i Catalogue of Life.